# Promieniowanie nietermiczne
Promieniowanie nietermiczne to promieniowanie elektromagnetyczne, emitowane przez ciało niebędące w stanie równowagi termodynamicznej z promieniowaniem. W przeciwieństwie do promieniowania termicznego, promieniowanie to nie ma rozkładu Plancka, co więcej, często w ogóle nie ma rozkładu ciągłego. Równowaga termodynamiczna pomiędzy promieniowaniem a materią ustala się dzięki wymianie energii pomiędzy nimi w procesach emisji i absorpcji fotonów. Wyraźna nierównowaga pomiędzy procesem emisji i absorpcji prowadzi do nietermicznego charakteru wysyłanego promieniowania.
Analiza promieniowania nietermicznego stanowi główne zadanie radioastronomii.

## Przykłady
Przykładami promieniowania nietermicznego są: 
- emisja fal radiowych, dzięki którym można słuchać audycji radiowych i oglądać program telewizyjny
- promieniowanie synchrotronowe
- promieniowanie hamowania
- emisja maserowa
- emisja laserowa

## Literatura
- D. Mihalas: Stellar Atmospheres. San Francisco: w.h. Freeman and Company, 1978. Brak numerów stron w książce